# Chiesa di Santa Maria del Suffragio (Cesena)
La chiesa di Santa Maria del Suffragio è un edificio di culto cattolico situato in via Zefferino Re, nel centro storico di Cesena.

## Storia
La confraternita omonima venne fondata nel 1633 per suffragare le anime del Purgatorio, mentre la piccola chiesa venne edificata tra il 1685 e il 1689, su progetto dell'architetto cesenate Pier Mattia Angeloni. Agli originali tre altari furono apposti quadri di Giovan Battista Razzani. Nella seconda metà del Settecento, la facciata e l'interno della chiesa furono pesantemente ritoccati venendo ad assumere l'aspetto attuale.

## Architettura e decorazione

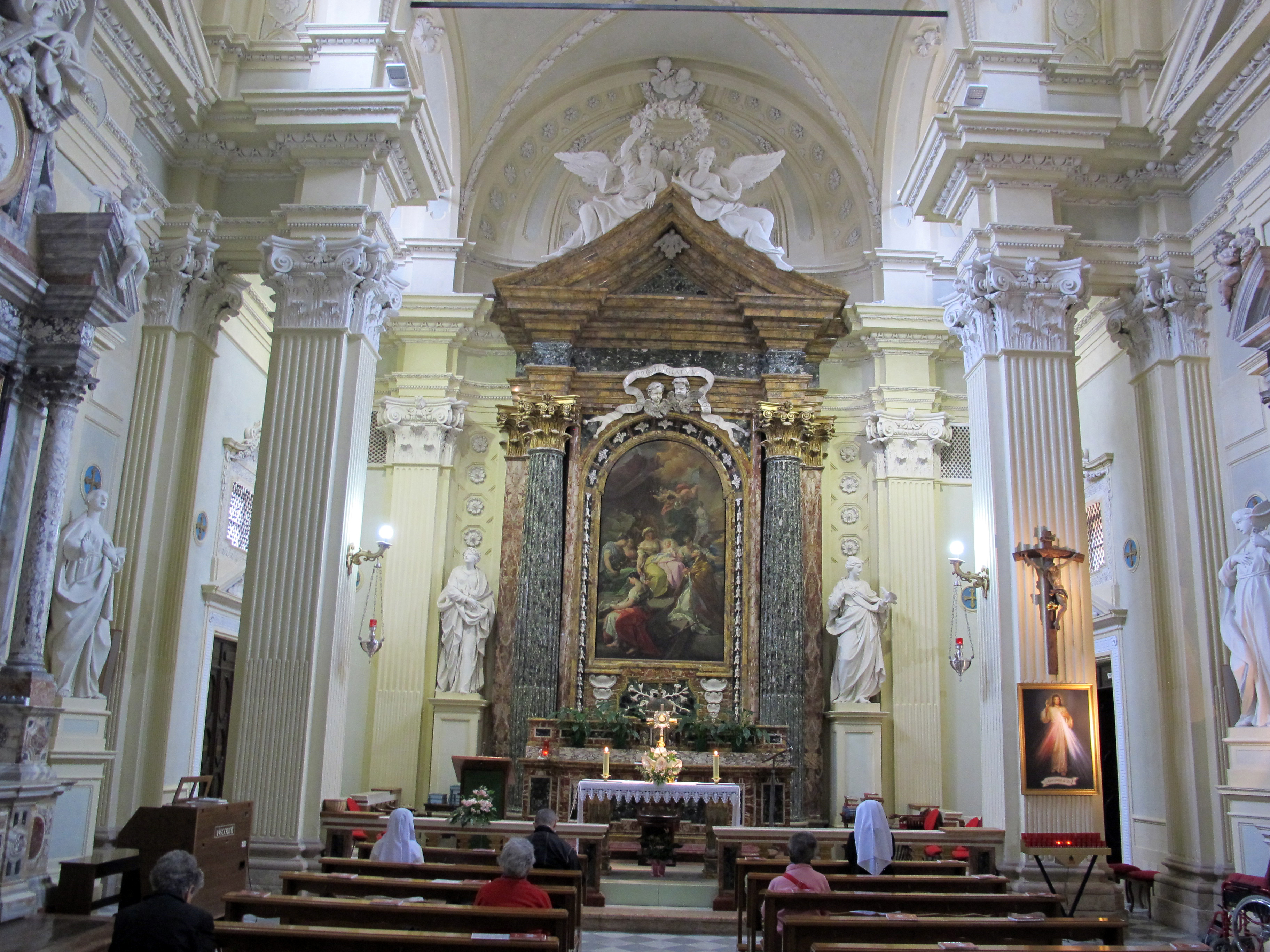
L'interno

Sull'altare maggiore si trova la pregevole Natività della Vergine con San Manzio vescovo, che il molfettese di nascita e napoletano di formazione Corrado Giaquinto eseguì per questa chiesa nel 1752.
L'esterno della chiesa oggi appare nudo e solo la porta è quella originaria del Seicento. Al contrario, l'interno è ricco e di gusto barocco: frutto per lo più della tarda decorazione (stucchi, cornici, cartigli, ghirlande, scheletri e allegorie) di Francesco Calligari. Nella controfacciata si trova un organo del 1761.
Nella disposizione attuale, sulla destra c'è l'altare che era quello maggiore prima dei cambiamenti settecenteschi: vi è posto il dipinto con I santi Liborio, Giuseppe e Luigi Gonzaga (di Francesco Anderini, del 1751) con una statua della Madonna Addolorata; ai lati si trovano due statue del Calligari.
La prestigiosa ancona marmorea che la racchiude fu realizzata nel 1753 dal marmista Giovanni Fabbri di Fossombrone su progetto dello stesso Giaquinto. Ai lati dell'altare si trovano statue della Carità e della Speranza del riminese Antonio Trentanove (1801), allievo di Antonio Canova.

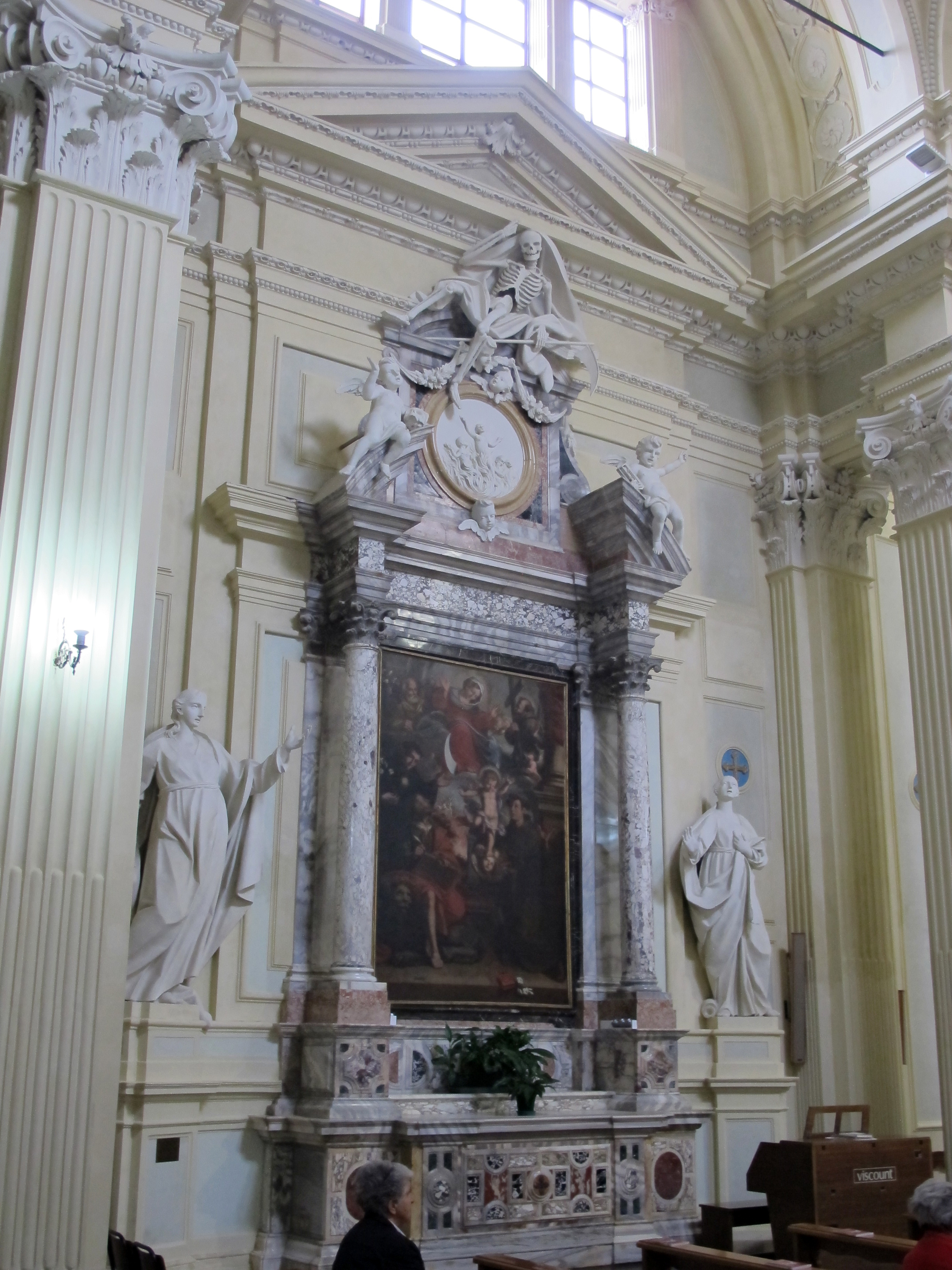
L'altare laterale

Sulla sinistra si trova l'altare con L'Immacolata, il Bambin Gesù benedicente, san Giuseppe sposo di Maria, san Francesco d'Assisi, san Marco Evangelista, sant'Antonio da Padova, san Nicola da Tolentino e le Anime purganti del Razzani, con ai lati altre due statue del Calligari. Prima delle razzie napoleoniche ospitava una Santa Margherita da Cortona del Guercino (1648), ora custodita nei Musei Vaticani.

## Galleria d'immagini

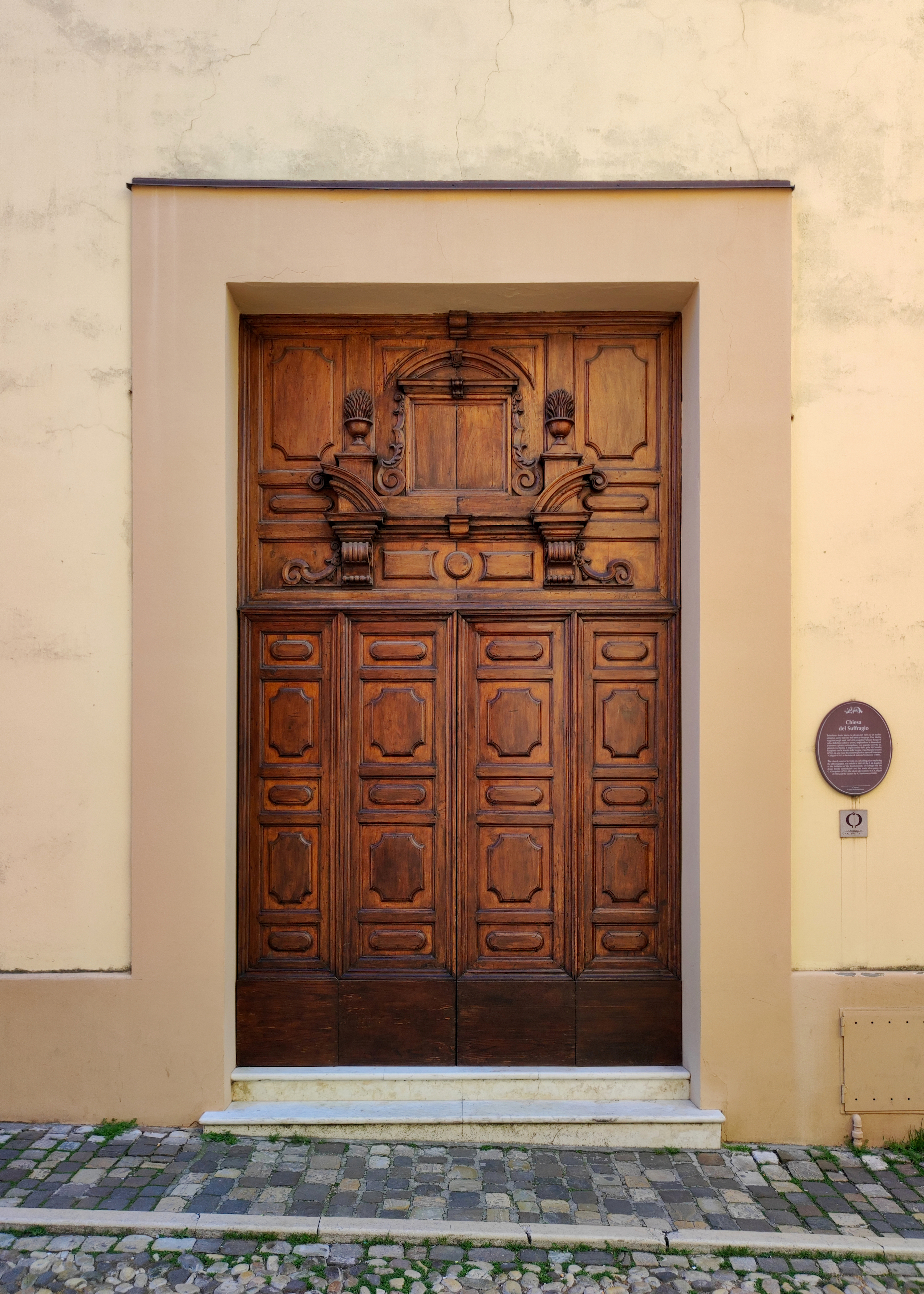
La Porta in legno del Seicento
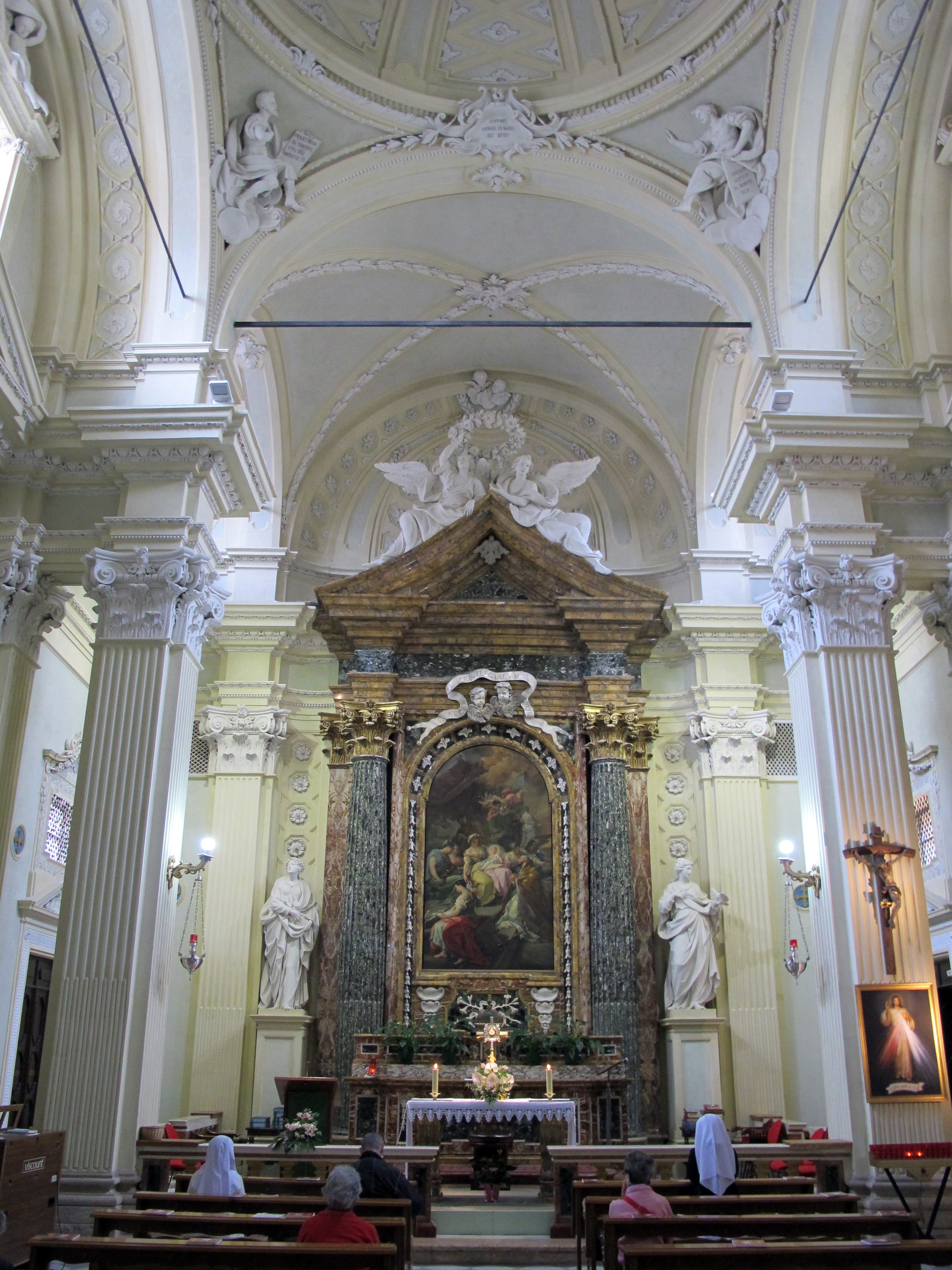
Il presbiterio
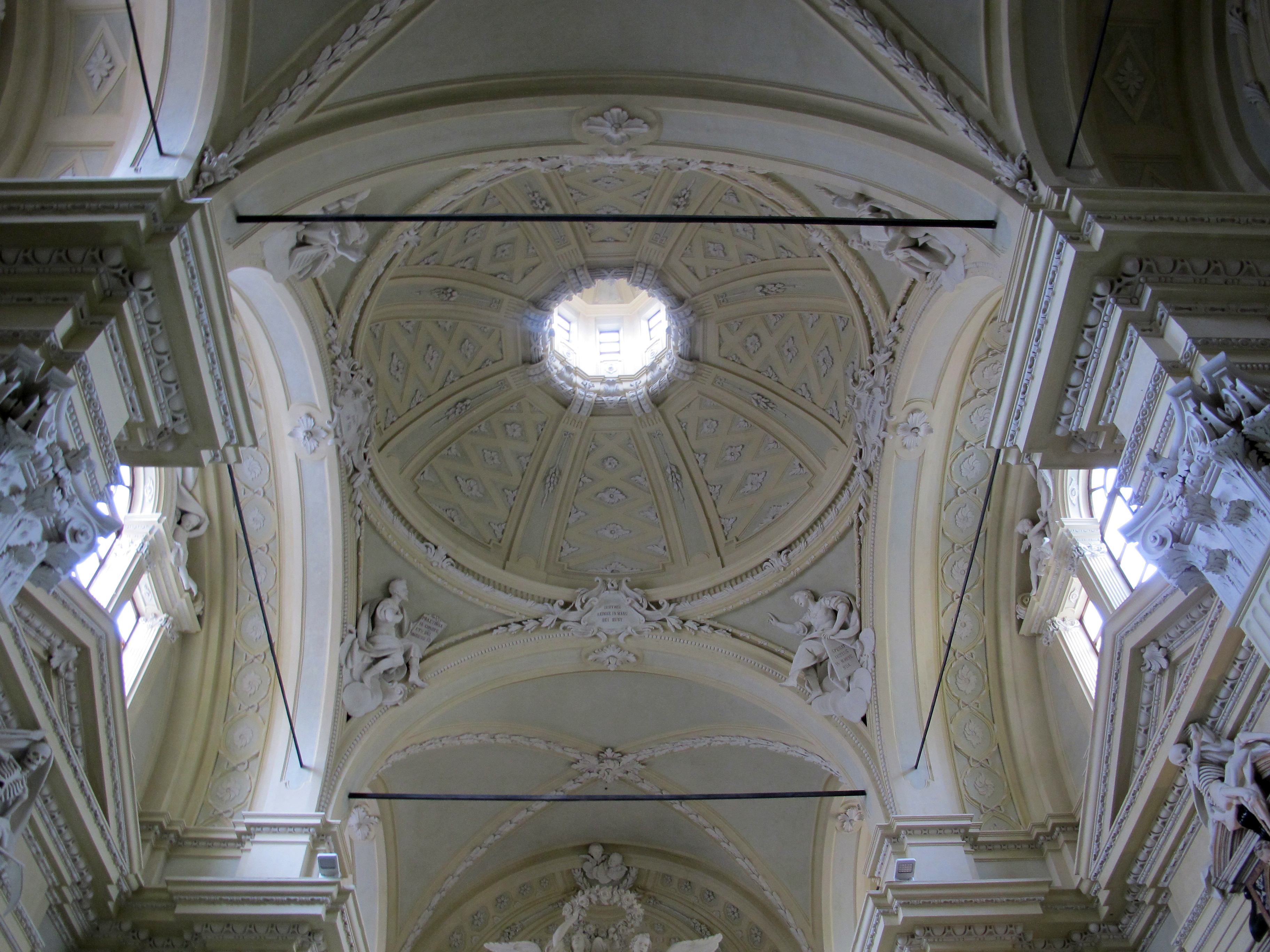
La cupola
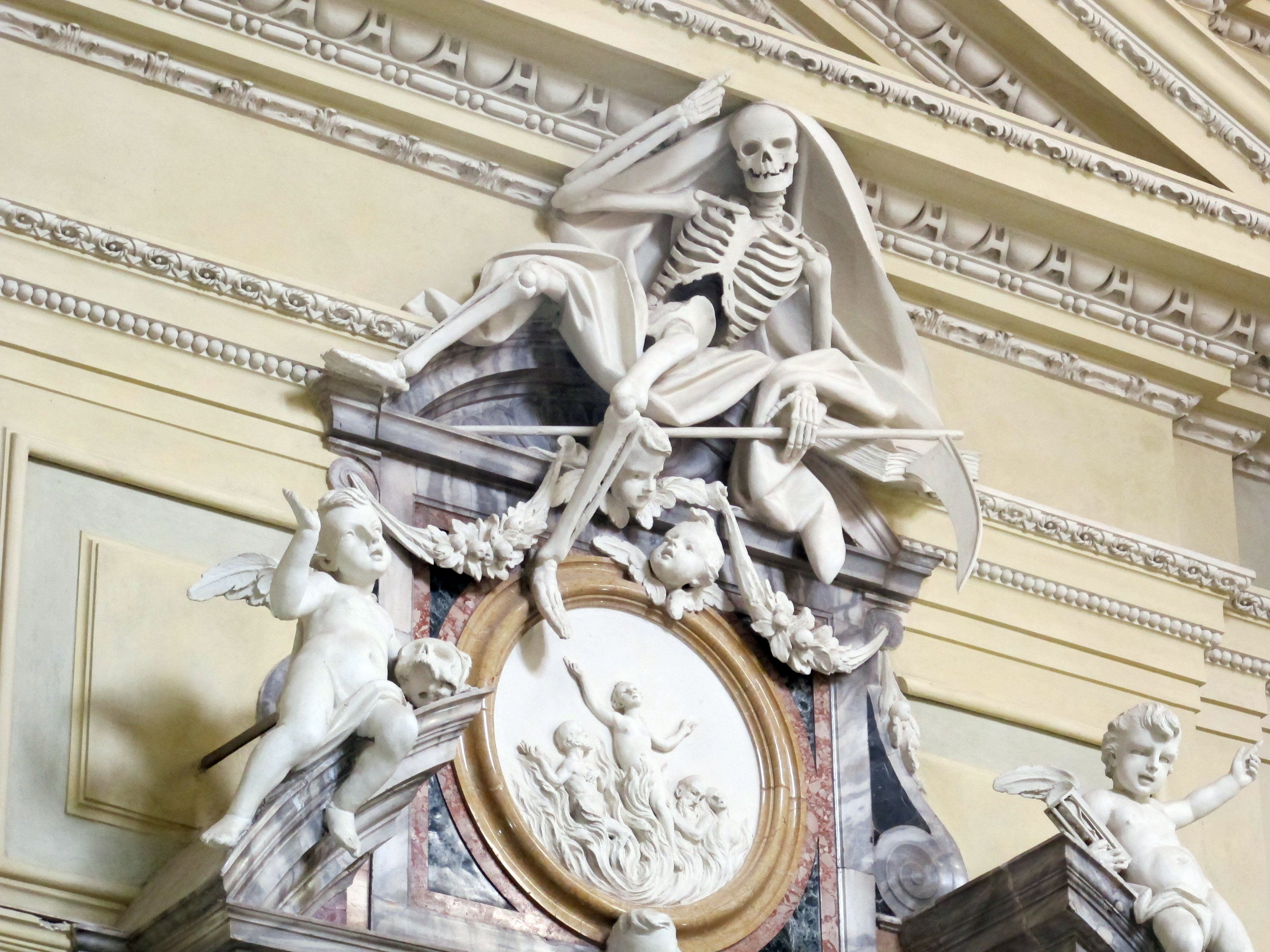
Stucchi su un altare laterale
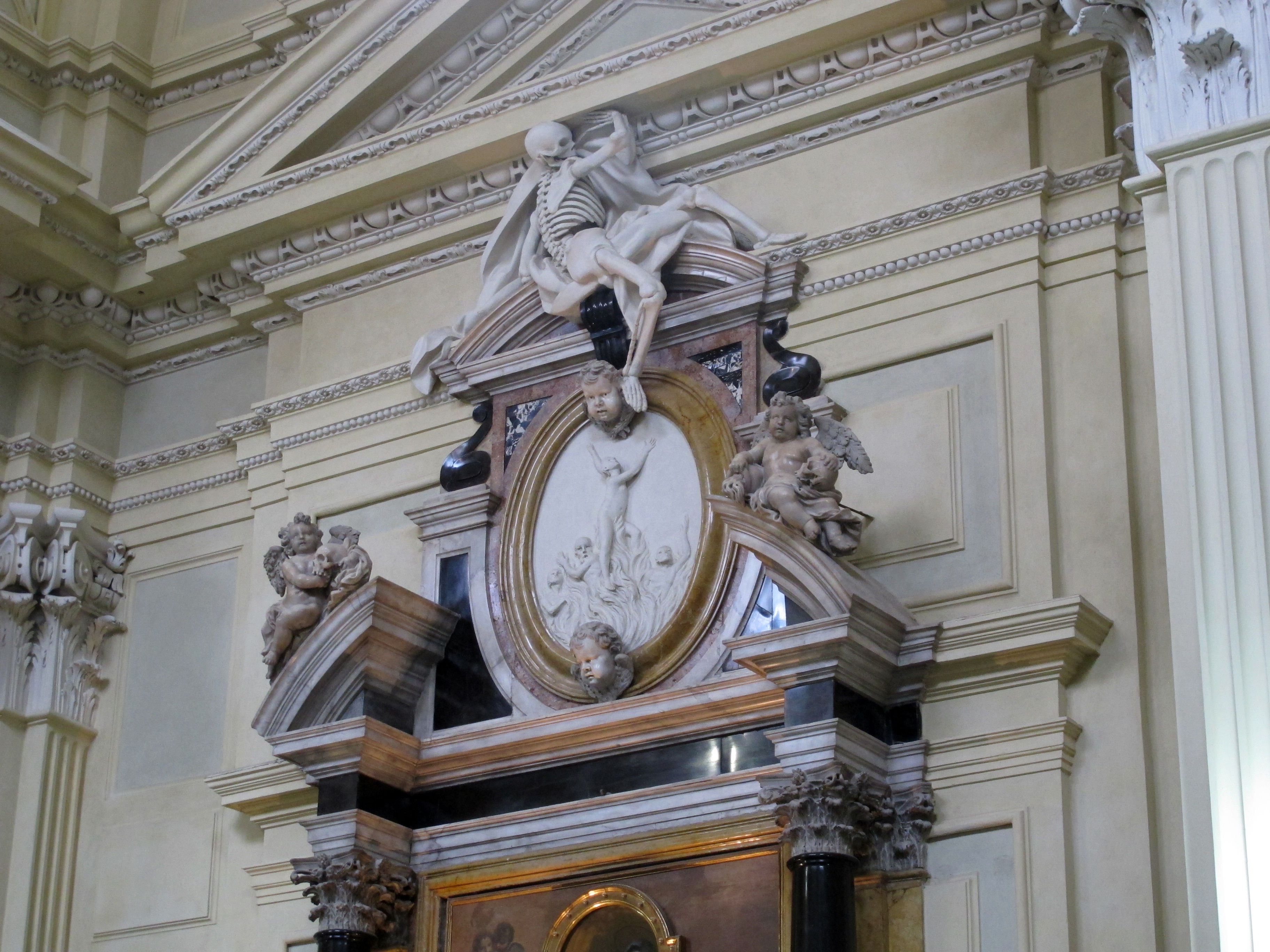
stucchi su di un altare laterale
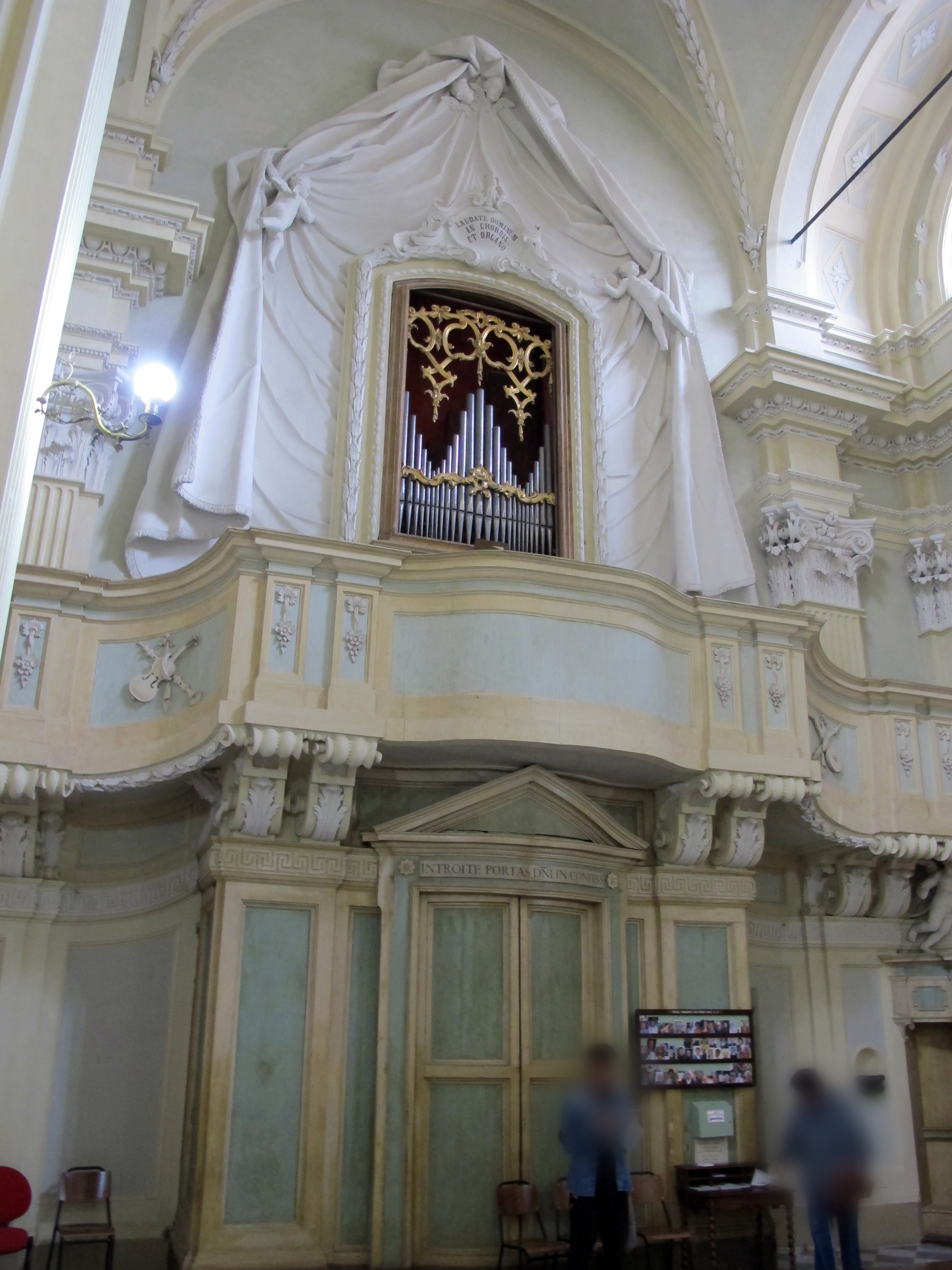
La controfacciata